# Louignac
Louignac ist eine Gemeinde in Frankreich. Sie gehört zur Region Nouvelle-Aquitaine, zum Département Corrèze, zum Arrondissement Brive-la-Gaillarde und zum Kanton L’Yssandonnais. 

## Lage
Das Flüsschen Elle durchquert das Gemeindegebiet im Osten.
Nachbargemeinden sind Coubjours im Norden, Saint-Robert und Ayen im Nordosten, Perpezac-le-Blanc im Osten, Brignac-la-Plaine und Cublac im Südosten, Villac im Süden, Châtres im Südwesten und Badefols-d’Ans im Nordwesten.

## Geschichte
„Charniac“ bzw. „Charignaco“ heißt ein Grammontenserpriorat, das zu einem unbekannten Zeitpunkt gegründet wurde.

### Bevölkerungsentwicklung
| Jahr      | 1962 | 1968 | 1975 | 1982 | 1990 | 1999 | 2008 | 2012 |
| --------- | ---- | ---- | ---- | ---- | ---- | ---- | ---- | ---- |
| Einwohner | 293  | 266  | 246  | 208  | 194  | 186  | 228  | 222  |